# Aristolochia birostris
A capivara (Aristolochia birostris) é uma espécie de planta trepadeira nativa do nordeste do Brasil, da família das aristoloquiáceas. Tais plantas possuem odor desagradável, com folhas cordiformes, flores amarelo-pardacentas e cápsulas deiscentes. Suas raízes costumam ser utilizadas contra o veneno de cascavel.